# Harcerski system wychowawczy

Harcerski system wychowawczy – jedność zasad harcerskiego wychowania, metody i programu. W swych założeniach, ma umożliwiać stały rozwój uczestników ruchu harcerskiego (zuchów, harcerzy, harcerzy starszych, wędrowników i instruktorów) poprzez tworzenie programu pobudzającego do kształtowania cech i umiejętności potrzebnych w życiu osobistym i przydatnych w społeczeństwie, kierowanego harcerskimi zasadami i realizowanego w oparciu o metodę harcerską.

## Zasady

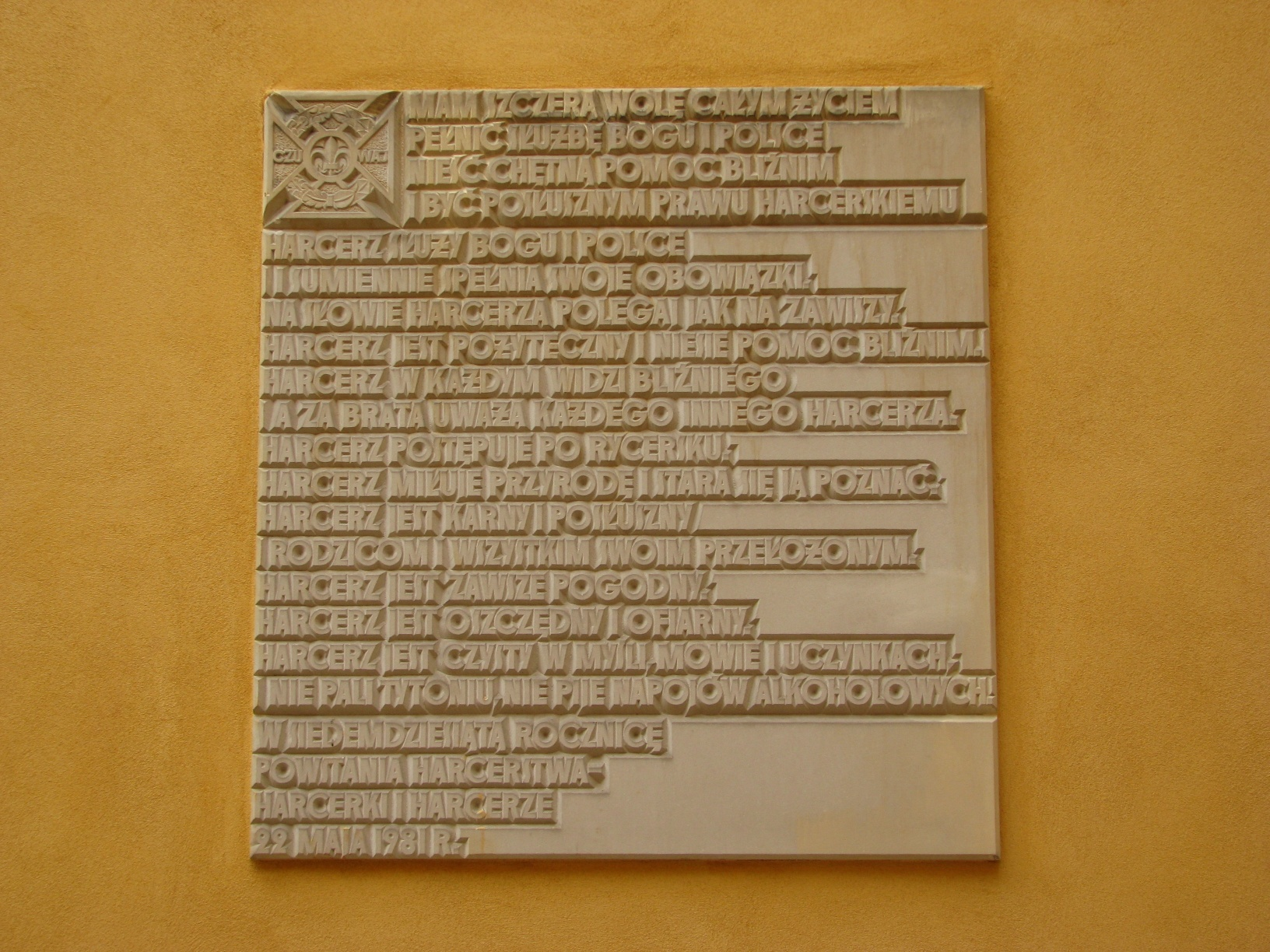
Prawo harcerskie (w redakcji z 1932) – tablica na dziedzińcu kościoła św. Marcina w Warszawie

U podstaw systemu leżą harcerskie zasady wychowawcze, na które składają się:
- Służba, czyli czynna, pozytywna postawa wobec świata i drugiego człowieka,
- Braterstwo, czyli przyjacielska i serdeczna postawa wobec innych,
- Praca nad sobą, czyli nieustanne kształtowanie i doskonalenie własnej osobowości.

Ich odzwierciedlenie znajduje się w Prawie i Przyrzeczeniu Harcerskim (dla zuchów będzie to odpowiednio  Obietnica i Prawo zucha, dla wędrowników Kodeks Wędrowniczy, a instruktorów - zobowiązanie instruktorskie).

## Metoda harcerska to sposób działania odznaczający się
- pozytywnością,
- indywidualnością,
- wzajemnością oddziaływań,
- dobrowolnością,
- świadomością celów,
- pośredniością,
- naturalnością,

będący systemem wspierania samorozwoju zuchów, harcerzy, harcerzy starszych, wędrowników i instruktorów przez : 
- Przyrzeczenie i Prawo,
- uczenie w działaniu,
- pracę w małych grupach,
- program stale doskonalony i pobudzający do rozwoju.

### Metodę harcerską cechuje
- pozytywność – gdyż harcerskie wychowanie polega na budowaniu dobra, rozbudzaniu w człowieku jego zdolności, odkrywaniu zalet, pozwala łatwiej akceptować świat, innych ludzi, siebie samego, pokazuje, że nie należy poddawać się złu i beznadziejności;
- indywidualność – ponieważ harcerskie wychowanie jest ukierunkowane na jednostkę, na jej rozwój osobisty, dostosowując stawiane przed każdym członkiem ruchu oczekiwania do jego możliwości i umiejętności, budując jego indywidualne cechy;
- wzajemność oddziaływań – czyli partnerstwo członków ruchu, gdzie wszyscy są zarówno wychowawcami, jak i wychowankami; instruktor pełni rolę „starszego brata” będącego dla harcerza wzorem do naśladowania, a jego autorytet opiera się przede wszystkim na postawie zgodnej z Harcerskim Prawem;
- dobrowolność i świadomość celów – gdyż każdy członek organizacji samodzielnie wyraża chęć kierowania się w życiu harcerskimi zasadami i przynależności do organizacji; w harcerstwie skuteczność wychowania zależy od chęci poddania się temu działaniu;
- pośredniość – ponieważ wszystkie podejmowane przez nasz ruch działania służą realizacji celów wychowawczych, atrakcyjne, społecznie pożyteczne zadania realizowane w harcerstwie pobudzają do rozwoju wewnętrznego człowieka;
- naturalność – polegająca na przystosowaniu wszystkich podejmowanych działań do potrzeb i możliwości harcerskiego zespołu i poszczególnych jego członków oraz różnorodnych warunków działania: na wsi, w mieście, w nowej drużynie, bądź takiej z tradycjami, w zastępie chłopców lub dziewcząt, w drużynie koedukacyjnej itd.

### Metoda harcerska opiera się na następujących elementach
- Przyrzeczenie i Prawo Harcerskie – kreślą konkretny system wartości. Odzwierciedlają zasady harcerskiego wychowania: służbę, braterstwo, pracę nad sobą. Prawo każdemu harcerzowi daje ściśle określony kodeks postępowania, jest dla niego życiowym drogowskazem. W chwili złożenia harcerskiego Przyrzeczenia zobowiązuje się nieustannie dążyć do osiągnięcia tego ideału. Młody człowiek składając je decyduje się z własnej "szczerej woli" akceptować i stosować w swym życiu zawarte w Prawie zasady etyczne. Wobec własnego sumienia, wobec grupy rówieśników i instruktora, który jest dla niego wzorem i autorytetem bierze odpowiedzialność za ich dotrzymywanie. To dobrowolne zobowiązanie jest największą motywacją do samodoskonalenia, wyrażeniem woli nieustannej pracy nad sobą, woli stałego podążania drogą wyznaczona przez drogowskaz naszego Prawa. Akceptowanie zawartych w Prawie i przyrzeczeniu ideałów oraz stały, możliwie największy, wysiłek zmierzający do ich osiągnięcia są wobec młodego człowieka skutecznym instrumentem wpływającym na jego rozwój. Dla najmłodszych członków naszego ruchu identyczną rolę pełni Obietnica i Prawo zucha. Prawo i Przyrzeczenie jest fundamentalnym elementem metody harcerskiej.
- Uczenie przez działanie – oznacza, że w harcerstwie wychowujemy w sposób czynny, poprzez aktywne uczestnictwo. Młody człowiek w sposób naturalny łatwiej kształci się przez obserwację, eksperymentowanie, samodzielne wyciąganie wniosków, dokonywanie wyborów i osobiste działanie. Harcerskie wychowanie to rozwój młodego człowieka przez działanie.
- System małych grup – (system zastępowy) mała grupa rówieśników, kolegów, przyjaciół to naturalne środowisko młodego człowieka. Metoda harcerska opiera wychowanie między innymi na systemie takich rówieśniczych grup - szóstek zuchowych, zastępów, patroli, grup zadaniowych itp. Skupiona w zastępie grupka przyjaciół sama uczy się współdziałania, samorządności, brania na siebie odpowiedzialności, solidarności, pomaga kształcić charaktery. Stwarza młodym ludziom atmosferę do stopniowego dojrzewania osobistego i społecznego.
- Program stale doskonalony i pobudzający do rozwoju – stanowi treść harcerskiego wychowania. Treści programowe powinny być dostosowane do potrzeb i możliwości członków harcerskich zespołów, do czasu, miejsca, warunków działania i oczekiwań społecznych. Na program składają się konkretne zadania podejmowane przez zespół i sposób ich realizacji (odrębny dla zuchów, harcerzy, harcerzy starszych i instruktorów), oraz rozwiązania organizacyjne niezbędne dla prawidłowego realizowania harcerskiego systemu wychowawczego. Program musi być stale doskonalony tak, aby zapewniał stopniowy i harmonijny rozwój członków organizacji. Powinien odpowiadać na zainteresowania harcerzy, stawiać wyzwania, być zachętą do samodoskonalenia. Narzędziem realizacji tego programu jest między innymi system stopni harcerskich (gwiazdek zuchowych) oraz sprawności. Należy formułować program, który jest spójną, zintegrowaną całością, a nie zbiorem przypadkowych, oderwanych działań. Program harcerski jest harmonijnym połączeniem zdobywania określonej wiedzy, kształcenia praktycznych umiejętności oraz podejmowania konkretnych działań na rzecz innych i swojego otoczenia poprzez zabawę, grę i służbę.

Warunkiem skuteczności harcerskiej metody jest przykład osobisty instruktora. Swoją postawą instruktor powinien dawać przykład osiągania wartości, którym służy harcerstwo, pokazywać, że życie według Prawa Harcerskiego może być źródłem radości. Instruktor nie jest ani dowódcą, ani nauczycielem. Jest „starszym bratem”, który zuchowi, harcerce, harcerzowi stwarza warunki do kształtowania charakteru.
Metoda harcerska jest systemem stale doskonalonego samowychowania. Wszystkie elementy metody (przyrzeczenie i Prawo, uczenie w działaniu, system małych grup, ciągle doskonalony i pobudzający do rozwoju program) są współzależne i stanowią spójną całość. Metoda ta jedynie wówczas okaże się w pełni skuteczna, jeżeli każdy harcerski instruktor będzie potrafił łącznie wykorzystywać w swej pracy zgodnie z jej cechami wszystkie te elementy.